# Верхоречье
Верхоре́чье (до 1945 года — Бия́-Сала́; укр. Верхоріччя, крымскотат. Biya Sala, Бия Сала) — село в Бахчисарайском районе Республики Крым, центр Верхореченского сельского поселения (согласно административно-территориальному делению Украины — Верхореченский сельский совет Автономной Республики Крым). Руины церкви Иоанна Предтечи XIV—XV века в селе являются объектом культурного наследия федерального значения.

## Название
Историческое название села — Бия-Сала. Происхождение компонента «Бия» точно не установлено, но чаще всего его трактуют как искажённую форму крымскотатарского слова беяз (в разговорном произношении бияз) — «белый». Однако слово «беяз» является в крымскотатарском языке довольно поздним арабским заимствованием (исконный аналог — акъ) и не встречается в других топонимах. Частый в Крыму ойконим «Сала» чаще всего возводят к дотюркским индоиранским языкам, однако надёжной его этимологии также не существует.

## География
Верхоречье расположено в центральной части района, в глубине Второй Гряды Крымских гор, в верховьях долины реки Кача у места впадения правого притока Марты, высота центра села над уровнем моря — 239 м. Ближайшие сёла — Кудрино в 2,5 км ниже по реке на запад и Синапное — в 2 км на восток, выше по Каче. Транспортное сообщение осуществляется по региональной автодороге 35Н-064 Бахчисарай — Шелковичное (по украинской классификации — С-0-10226), расстояние по которой до Бахчисарая около 17 километров, там же ближайшая железнодорожная станция — Бахчисарай. В селе растёт Орех Пузанова возрастом более 500 лет — самый старый экземпляр грецкого ореха.

## История

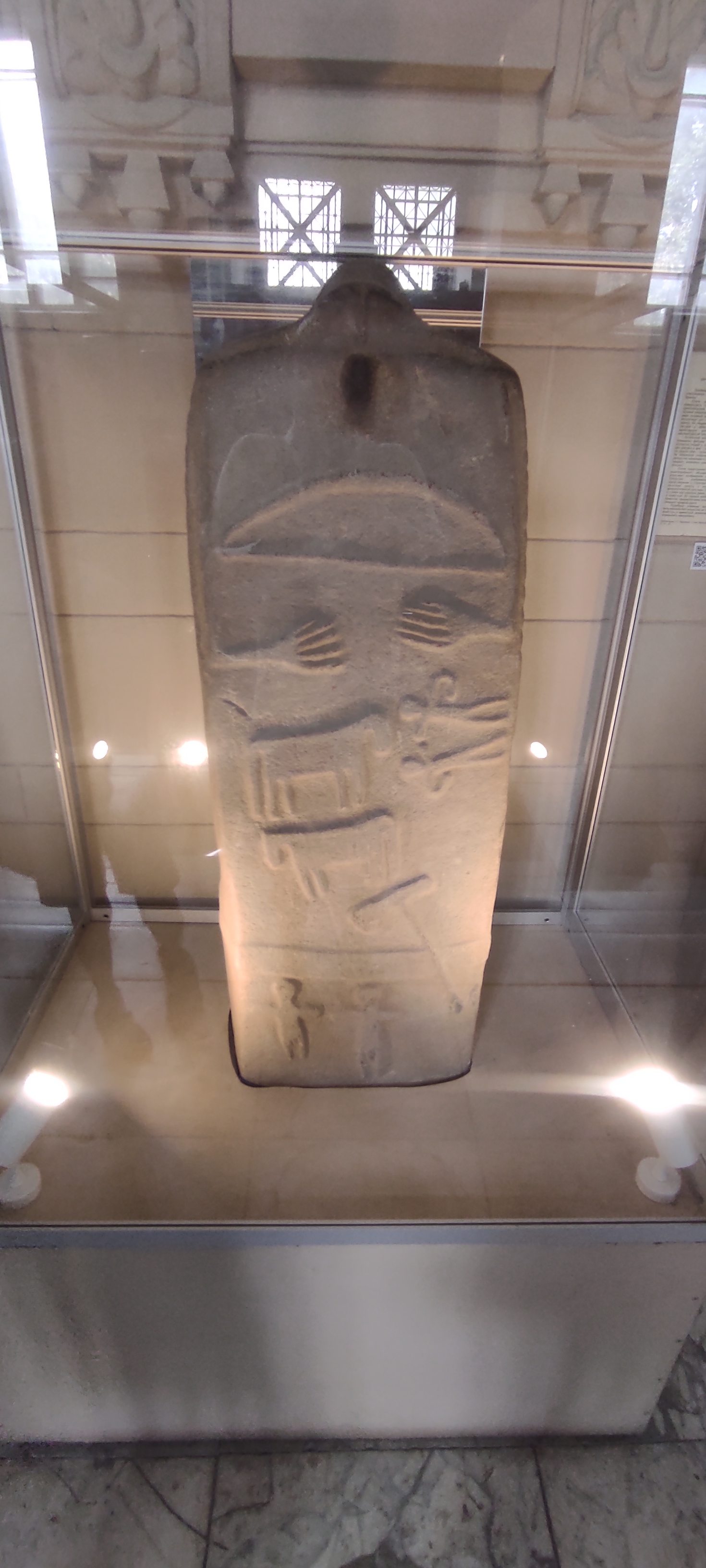
Антропоморфная стела начала II тысячелетия до нашей эры, случайно найденная в Лесном урочище села Верхоречье в 1967 году. Хранится в Центральном музее Тавриды

Пока ещё фрагментарными археологическими раскопками в селе выявлены следы поселения IV—V веков. Более наглядные свидетельства прошлого — Готское кладбище XIV—XVIII века на холме в селе, на котором ещё в XIX веке зафиксирована надгробная плита, датированная «6871», то есть 1363 годом. Церковь Иоанна Предтечи при кладбище, судя по несохранившейся надписи, построена и расписана в 7096 (1587) году и освящена при Констанцие, архиепископе Готии. 
 В «Османском реестре земельных владений Южного Крыма 1680-х годов» на 1686 год (1097 год хиджры) числятся землевладельцы из Бига-Сала, владевшие участками в Мангупском кадылыке.
После русско-турецкой войны 1768—1774 годов, в июле 1778 года, русским правительством проводилось переселение в Приазовье крымских христиан, в основном это были греки (румеи и урумы) и армяне. По «Ведомости о выведенных из Крыма в Приазовье христианах» А. В. Суворова от 18 сентября 1778 года из деревни Биясало выселено 225 греков и ещё 5 священников (по ведомости митрополита Игнатия из Бия — сала выведено 65 семей). Выходцами из Бия-Салы, совместно с бывшими жителями Керменчика, Албата и Шурю, основано в 1779 году село Керменчик (ныне Старомлиновка Донецкой области Украины). По ведомости генерал-поручика О. А. Игельстрома от 14 декабря 1783 года из оставшихся после выхода христиан 56 домов «21 разорены, а 35 целых», также имелась одна целая церковь. В ведомости «при бывшем Шагин Герее хане сочиненная на татарском языке о вышедших християн из разных деревень и об оставшихся их имениях в точном ведении его Шагин Герея» содержится список 44 жителей-домовладельцев деревни Бия Сала, с подробным перечнем имущества и земельных владений. У некоторых хозяев было по 2 и по 3 дома, во многих имелись погреба и кладовые. Из земельных участков у всех имелись сенокосы и сады, также числилось несколько пашен; сады в основном грушевые и сливовые, учтено 1 льняное поле. Указано, что ныне в деревне расположены саблинские казённые поселяне. В последний период Крымского ханства, согласно Камеральному Описанию Крыма… 1784 года, Бью-сала входила в Муфтия Апралык кадылык Бахчисарайского каймаканства.

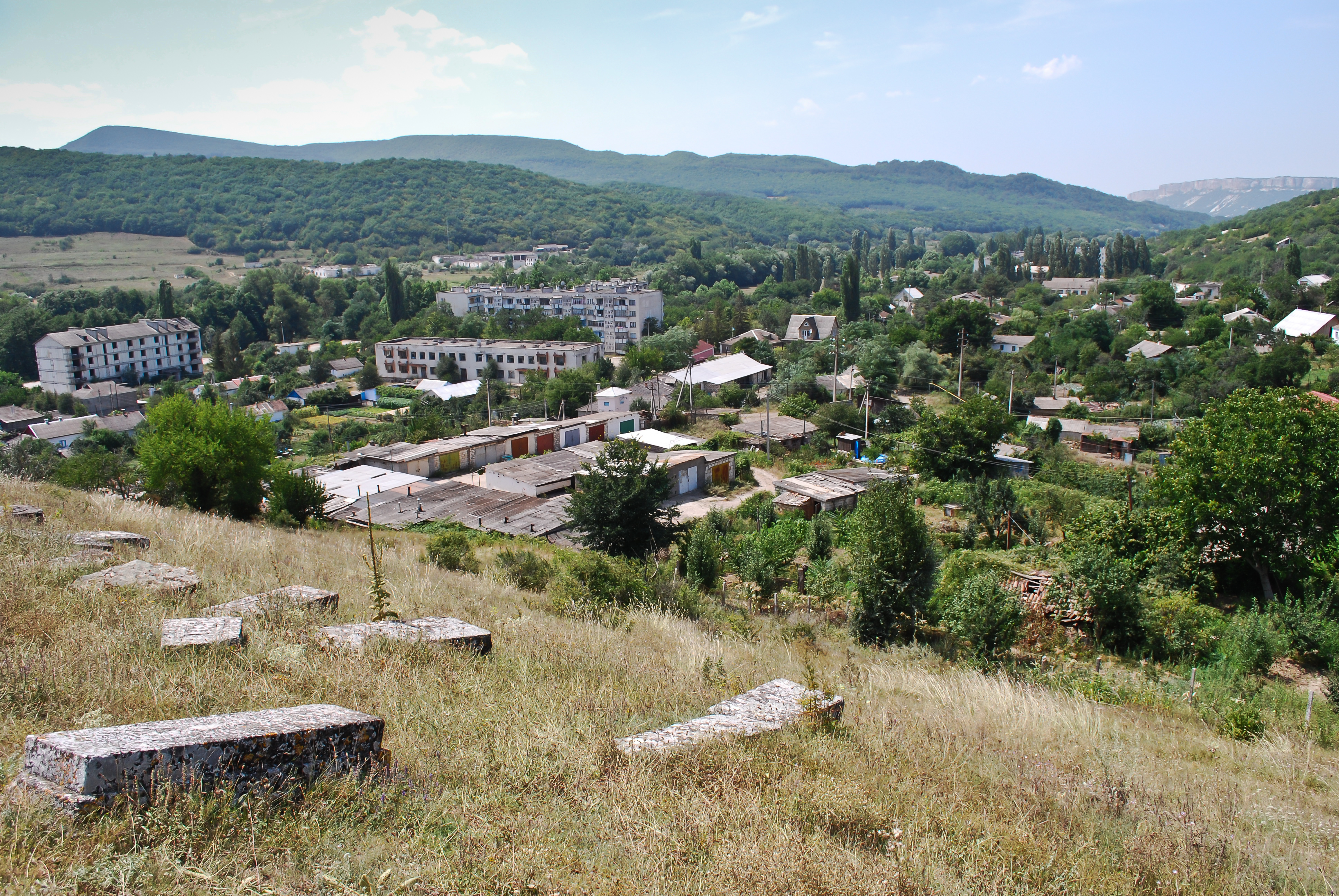
Вид на село и Качинскую долину.

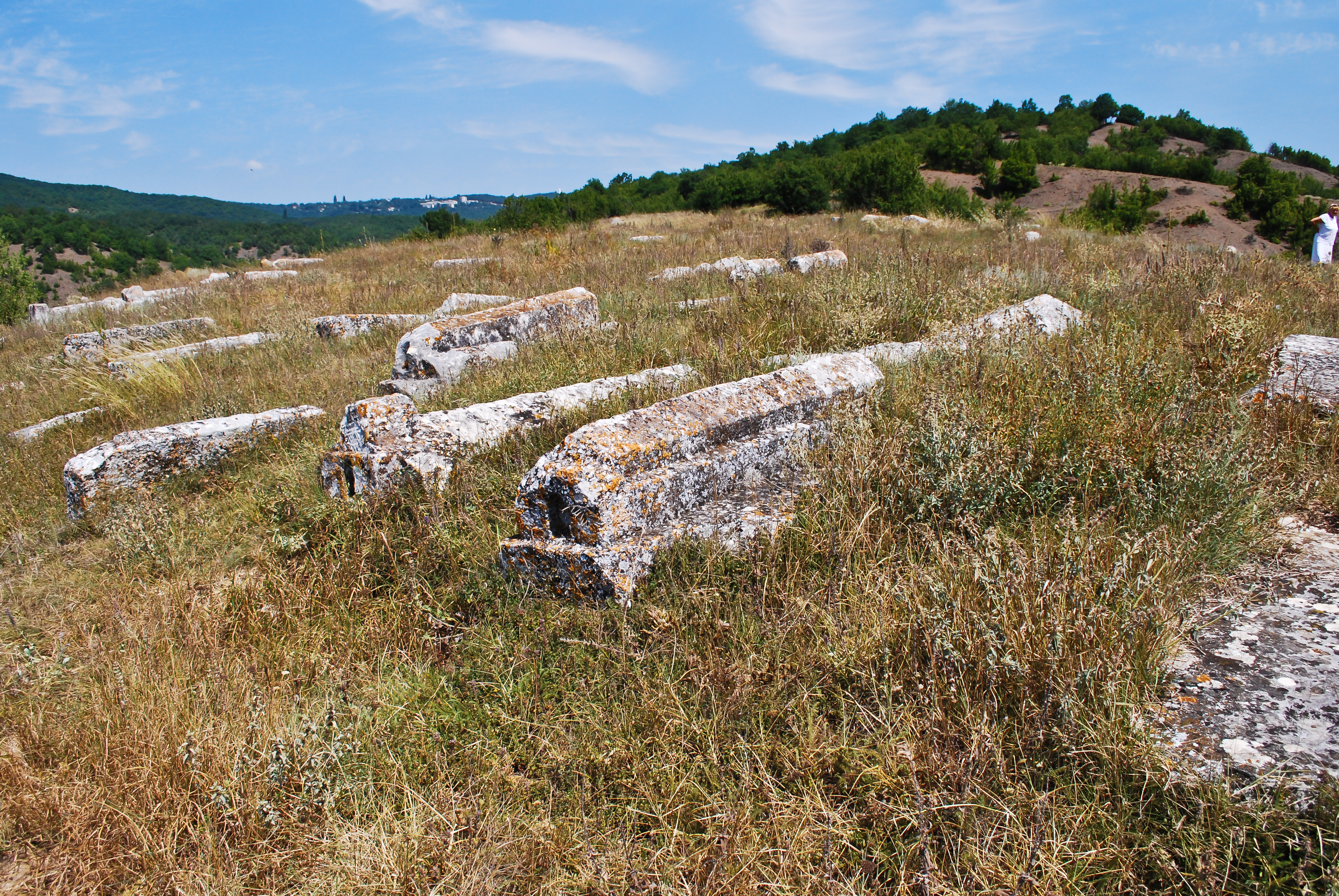
Старое «готское» кладбище, находящееся на холме над селом.

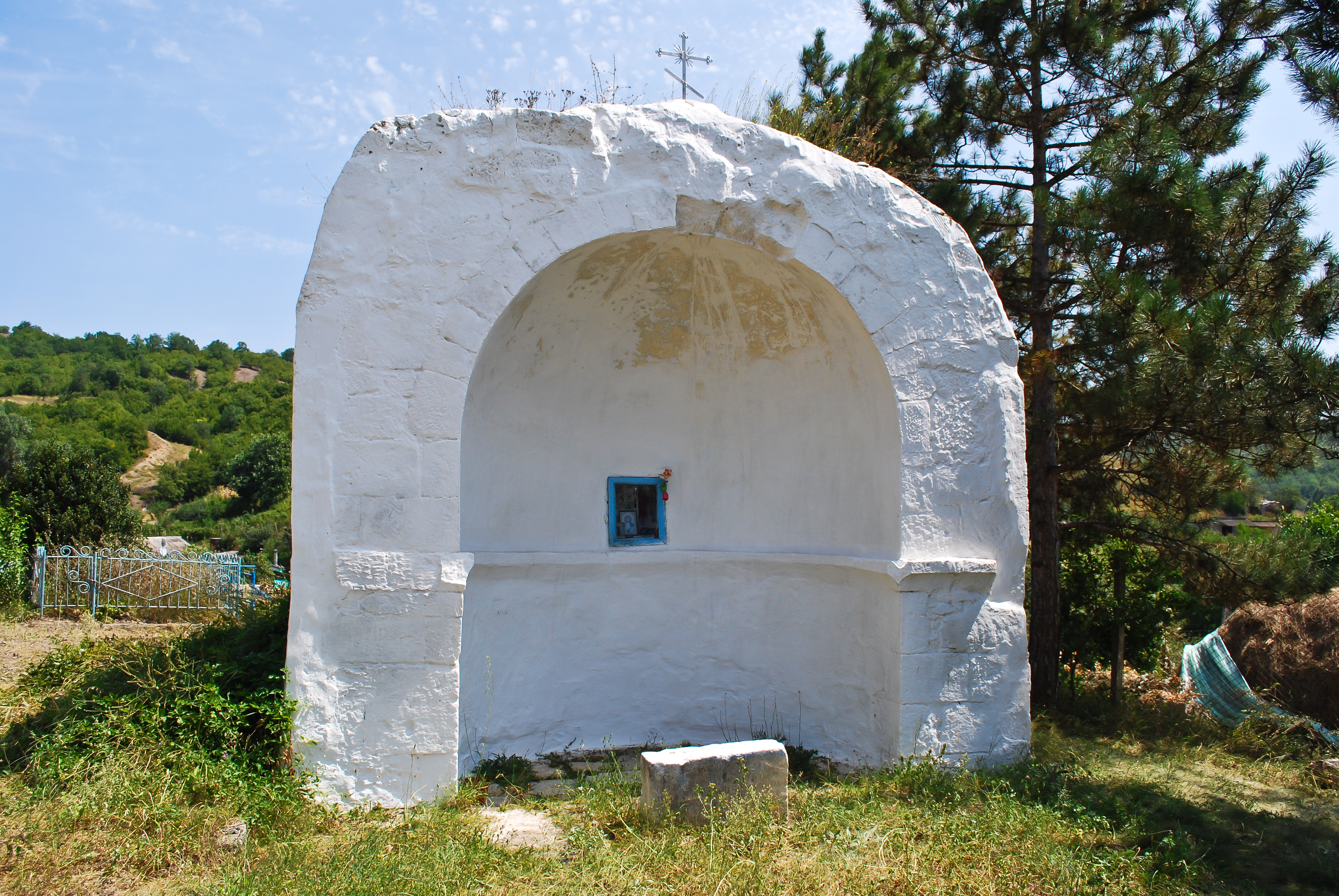
Сохранившаяся апсида храма Иоанна Предтечи на верхореченском кладбище.

После присоединения Крыма к России (8) 19 апреля 1783 года, (8) 19 февраля 1784 года, именным указом Екатерины II сенату, на территории бывшего Крымского Ханства была образована Таврическая область и деревня была приписана к Симферопольскому уезду. Опустевшую после выезда греков деревню, как следует из ордера Потёмкина 1787 года, в первые же годы российской власти заселили отставными солдатами. По ведомости, составленной во время пятой ревизии 1796 года, в Бия Сале уже числилось 43 жителя. Новые поселенцы нашли здесь две полуразорённые церкви, очень маленькие, с большими кладбищами (одну в 1830-х годах переделали для себя, но так, что от древней осталась только апсида). После Павловских реформ, с 1796 по 1802 год, входила в Акмечетский уезд Новороссийской губернии. По новому административному делению, после создания 8 (20) октября 1802 года Таврической губернии, Биясала находилась на территории Алуштинской волости Симферопольского уезда, но, судя по доступным историческим документам, в волость не входила, а проходила отдельной графой Русские селения.

### XIX век
Согласно Ведомости о всех селениях в Симферопольском уезде состоящих с показанием в которой волости сколько числом дворов и душ… от 9 октября 1805 года, Бия-Сала была одним из двух русских селений в районе (с Мангушем) и в ней, в 25 домах, числилось 98 человек (62 русских и 36 поляков). На военно-топографической карте генерал-майора Мухина 1817 года в селе подписано 17 дворов. После реформы волостного деления 1829 года Биясалы, согласно «Ведомости о казённых волостях Таврической губернии 1829 года», отнесли к Озенбашской волости.Шарль Монтандон в своём «Путеводителе путешественника по Крыму, украшенный картами, планами, видами и виньетами…» 1833 года писал, что небольшая деревня Бия-Сала заселена русскими — потомками солдат, заселенных сюда князем Потёмкиным. На карте 1836 года в русской деревне Бия-Сала 30 дворов, как и на карте 1842 года. В 1848 году в Биясале открыта Иоанно-Предтеченская церковь. Во время Крымской войны, после оставления Севастополя в августе 1855 года, в русле действий по предотвращению проникновения войск противника во внутренние районы Крыма, в селении был размещён сильный пост Витебского егерского полка.
В результате земской реформы Александра II 1860-х годов село приписали к Мангушской волости. В «Списке населённых мест Таврической губернии по сведениям 1864 года», составленном по результатам VIII ревизии 1864 года, Биясалы — общинное русское село, с 45 дворами, 371 жителем и православной церковью при реке Каче. По обследованиям профессора А. Н. Козловского начала 1860-х годов, в селении имелись колодцы с пресной водой глубиной 1,5—3 сажени, а также жители пользовались водой из родника и реки Качи. На трёхверстовой карте 1865—1876 года в селе 43 двора. На 1886 год в селе Бия-Салы, согласно справочнику «Волости и важнѣйшія селенія Европейской Россіи», проживало 255 человек в 58 домохозяйствах, действовали православная церковь и школа. В «Памятной книге Таврической губернии 1889 года», по результатам Х ревизии 1887 года, в селе числилось 95 дворов и 516 жителей.
После земской реформы 1890 года село отнесли к Тав-Бадракской волости того же уезда. На верстовой карте того же года в Бия-Сала 92 двора с русским населением. Согласно «…Памятной книжке Таврической губернии на 1892 год», в селе Биясалы, составлявшем Биясальское сельское общество, числился 571 житель в 93 домохозяйствах на 1304 десятинах общинной земли. По Всероссийской переписи 1897 года в Бия-Сале проживало уже 678 человек, из них 668 русских, по «…Памятной книжке Таврической губернии на 1902 год» в селе числилось 610 жителей в 93 дворах. В конце XIX — начале XX века в сезон жители селения нанимались в сады на сортировку и упаковку плодов, считаясь лучшими в этом деле. На 1914 год в селении действовали 2 земские школы. По Статистическому справочнику Таврической губернии. Ч.II-я. Статистический очерк, выпуск шестой Симферопольский уезд, 1915 год, в селе Бияз-Сала Тав-Бодракской волости Симферопольского уезда числилось 164 двора с русским населением в количестве 815 человек приписных жителей и 56 — «посторонних». Во владении было 883 десятины удобной земли и 421 десятина неудобий; с землёй были 150 дворов и 14 безземельных. В хозяйствах имелось 102 лошади, 60 волов и 110 коров, 374 телёнка и жеребят и 1889 голов мелкого скота. На 1917 год в селе действовала церковь.

### XX век

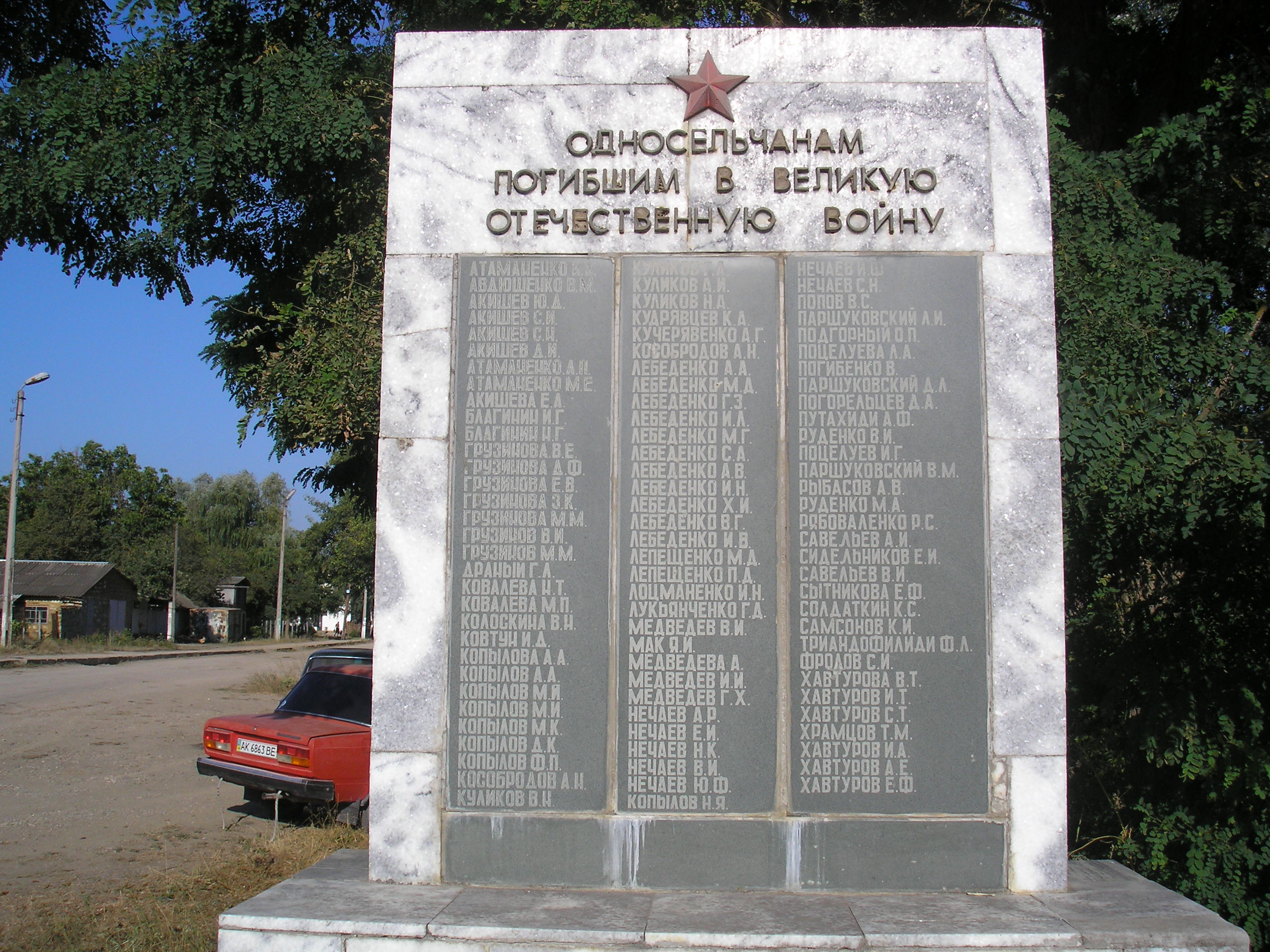
Памятник односельчанам, погибшим в годы Великой Отечественной войны

После установления в Крыму Советской власти, по постановлению Крымревкома от 8 января 1921 года была упразднена волостная система и село вошло в состав Симферопольского уезда (округа), а в 1922 году уезды получили название округов. 11 октября 1923 года, согласно постановлению ВЦИК, в административное деление Крымской АССР были внесены изменения, в результате которых был создан Бахчисарайский район и село включили в его состав. Согласно Списку населённых пунктов Крымской АССР по Всесоюзной переписи 17 декабря 1926 года, в селе Биюк-Салы, центре Биюк-Сальского сельсовета Бахчисарайского района, имелось 208 дворов, из них 206 крестьянских, население составляло 880 человек (373 мужчины и 497 женщин). В национальном отношении учтено: 866 русских, 1 немец, 11 греков и 2 чеха, действовала русская школа. По данным всесоюзная перепись населения 1939 года в селе проживало 788 человек. В период оккупации Крыма, с 19 по 22 декабря 1943 года, в ходе операций «7-го отдела главнокомандования» главнокомандования 17 армии вермахта против партизанских формирований, была проведена операция по заготовке продуктов с массированным применением военной силы, в результате которой село Бия-Сала было сожжено и все жители вывезены в Дулаг 241.
Указом Президиума Верховного Совета РСФСР от 21 августа 1945 года селение Бия-Сала переименовано в Верхоречье, а Бия-Сальский сельсовет — в Верхореченский. С 25 июня 1946 года Верхоречье — в составе Крымской области РСФСР, а 26 апреля 1954 года Крымская область была передана из состава РСФСР в состав УССР. Время упразднения сельсовета пока не установлено: на 15 июня 1960 года село числилось в составе Предущельненского, на 1968 год — вновь центр сельсовета. По данным переписи 1989 года в селе проживало 1260 человек. С 12 февраля 1991 года село — в восстановленной Крымской АССР, 26 февраля 1992 года переименованной в Автономную Республику Крым. С 21 марта 2014 года в составе Крыма аннексировано Россией.

## Население
Площадь, занимаемая селом, 82,8 гектара, на которой в 512 дворах, по данным сельсовета на 2009 год, числилось 1189 жителей, в Верхоречье 10 улиц
| 1778 | 1796 | 1805 | 1864  | 1892  | 1897  |
| ---- | ---- | ---- | ----- | ----- | ----- |
| 230  | ↘43  | ↗98  | ↗371  | ↗571  | ↗678  |
| 1900 | 1926 | 1939 | 1989  | 2001  | 2014  |
| ↘610 | ↗880 | ↘788 | ↗1260 | ↘1221 | ↘1126 |

Всеукраинская перепись 2001 года показала следующее распределение по носителям языка:
| Язык             | Число жит. | Процент |
| ---------------- | ---------- | ------- |
| русский          | 1067       | 87,39   |
| крымскотатарский | 109        | 8,93    |
| украинский       | 26         | 2,13    |
| белорусский      | 1          | 0,08    |
| болгарский       | 1          | 0,08    |

Национальный состав
| - 1778 год — 230 чел. - 1796 год — 43 чел. - 1805 год — 98 чел. - 1864 год — 371 чел. - 1886 год — 255 чел. - 1889 год — 516 чел. - 1892 год — 571 чел. - 1897 год — 678 чел. | - 1902 год — 610 чел. - 1915 год — 815/56 чел. - 1926 год — 880 чел. - 1939 год — 788 чел. - 1974 год — 735 чел. - 2001 год — 1221 чел. - 2009 год — 1189 чел. - 2014 год — 1126 чел. |

## Инфраструктура
Село является центром одноимённого сельсовета. В селе 10 улиц, имеется средняя общеобразовательная школа, Дом культуры, детский сад «Родничок», почтовое отделение, библиотека, фельдшерско-акушерский пункт.

## Экономика
Основной экономической отраслью является сельское хозяйство (выращивание фруктов).

## Транспорт
Автобусным сообщением село связано с Бахчисараем и Симферополем.

## Религия
В селе действует церковь Иоанна Предтечи.